# Xainzanella
Xainzanella, monotipski fosilni rod morskih zelenih algi smješten u porodicu Dasycladaceae. Jedina je poznata vrsta X. sinensis.